# Studio Koncertowe Polskiego Radia im. Witolda Lutosławskiego
Studio Koncertowe Polskiego Radia im. Witolda Lutosławskiego – studio nagraniowe oraz sala koncertowa w budynku O-2 Polskiego Radia przy ul. Modzelewskiego 59. 
Studio Polskiego Radia zostało otwarte w 1991 roku jako Studio S1. W 1996 roku Studiu S1 zostało nadane imię Witolda Lutosławskiego.
W Studiu odbywa się szereg koncertów różnych gatunków muzyki poważnej, jazzowej, folkowej, koncerty i słuchowiska dla dzieci oraz liczne festiwale muzyczne. Akustyka studia została uznana za jedną z najlepszych w tej części Europy. 
Studio ma 2-sekundowy pogłos naturalny, kubaturę 10 tys. m³, 330 m² estrady oraz 405 miejsc siedzących.